# Bernardia alarici
Bernardia alarici är en törelväxtart som beskrevs av Antonio Costa Allem och Bruno Edgar Irgang. Bernardia alarici ingår i släktet Bernardia och familjen törelväxter. Inga underarter finns listade i Catalogue of Life.